# Elspeth Hanson
Elspeth Hanson (Londra, 12 maggio 1986) è una violista inglese che fa parte del gruppo musicale tutto al femminile Bond.

## Biografia
Hanson è nata a Londra e ha frequentato il Theale Green Community School e la School of St Helen and St Katharine ad Abingdon, nell'Oxfordshire. Ha iniziato a studiare il violino a 12 anni e a 16 anni ha vinto un posto come primo violino nella National Youth Orchestra of Great Britain con la quale si è esibita in tour nel Regno Unito.
In precedenza ha registrato degli assolo con la London Symphony Orchestra, The Royal Liverpool Philharmonic e The City of Prague Philharmonia. Attualmente sta conseguendo un Master alla Royal Academy of Music con Richard Deakin.
Si è esibita a Southbank per l'evento Oxfam Aid.  Ha suonato un assolo tratto da Le quattro stagioni di Antonio Vivaldi al Birmingham Symphony Hall nel luglio 2005 all'interno del National Festival of Music for Youth e si è esibita da violino solista in diretta radio al Celtic Connections in Glasgow e alla The O2 Arena. È ambasciatrice per Wooden Spoon, volontaria per la fondazione sudafricana 'GGA' God's Golden Acre che si trova a Kwazulu-Natal. Hanson ha suonato in assolo in diretta nella trasmissione natalizia della BBC The Liverpool Nativity, e lavora con Philip Sheppard.

## 2008 – oggi

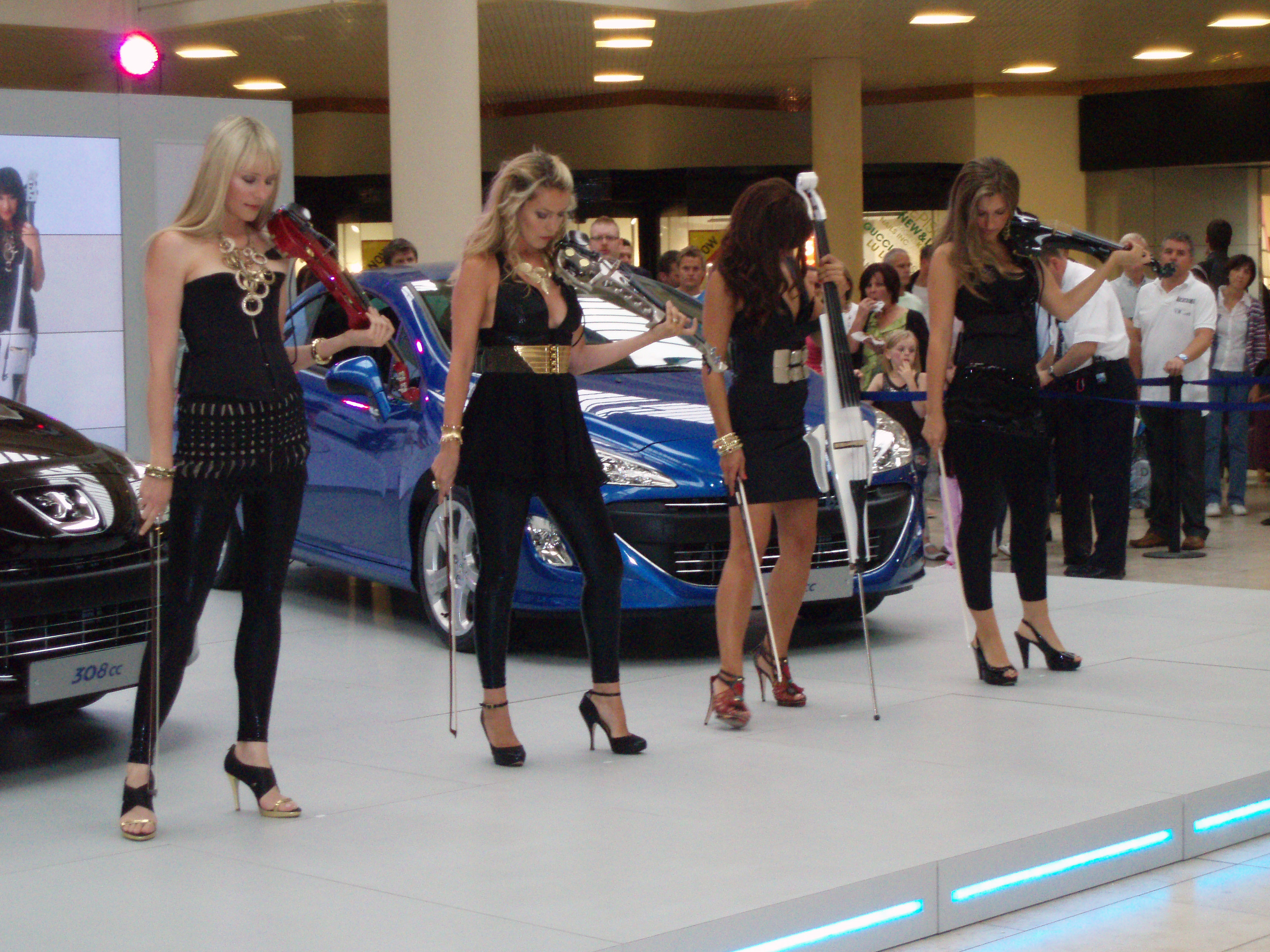
Le Bond si esibiscono al Metrocentre, in Gateshead nel 2009

Hanson ha sostituito il membro originario delle Bond Haylie Ecker nel 2008, che lasciò perché ebbe un figlio. Hanson in precedenza apparve nella Cerimonia di chiusura dei Giochi Olimpici del 2008 al fianco di Jimmy Page, Leona Lewis e al fianco di David Beckham durante la chiusura di Londra 2012. In quel periodo suonò anche durante la cerimonia di chiusura dei Giochi paralimpici.
Nel 2009 Peugeot commissionò alle Bond la registrazione delle Quattro Stagioni di Vivaldi per sponsorizzare la Peugeot 308CC.. Queste sono le prime apparizioni di Elspeth Hanson con le Bond.